# Beiço-de-negra
Beiço-de-negra (Eriocaulon vaginatum) é uma designação popular, dada no Brasil, a uma planta nativa dos estados brasileiros de Minas Gerais, São Paulo e Paraná.
É uma planta da família das eriocauláceas, de ocorrência palustre, ou seja, é encontrada em locais pantanosos.
As folhas têm a forma de lança, são largas e obtusas.
As flores são tubulosas, pálidas e inseridas de forma discoidal (em um receptáculo, mas diretamente inseridas na parte principal ou em capítulos).